# Fysische modelvorming
Fysische modelvorming is het wetenschappelijk ontwikkelen, onderzoeken en testen van een vereenvoudigde voorstelling van de fysische werkelijkheid. Modellen worden gebruikt zowel in de fundamentele wetenschap, waar nieuwe theorieën worden bedacht als in toegepast onderzoek, waar een praktisch probleem, apparaat of product wordt gemodelleerd. 
Fysische modelvorming is een andere benaming voor het wetenschappelijk ontwikkelen en testen van schaalmodellen. Het doel bij fysische modelvorming is om empirische kennis te verwerven van fysische grootheden en wetmatigheden. 
Vormen van fysische modelvorming zijn:
- Mathematisch-fysische modelvorming: onder andere vloeistofstromingen, warmtegeleiding, trillende snaar.
- Fysische modelvorming van dynamische werktuigbouwkundige systemen, bijvoorbeeld op het gebied van de procestechnologie.

## Voorbeelden van fysische modellen
- Model van een ster in de sterrenkunde om het spectrum te verklaren.
- Model van een dubbele slinger om chaotisch gedrag te voorspellen met behulp van differentiaalvergelijkingen, dit is een voorbeeld van een differentiële constitutieve vergelijking.
- Model van een dijk om doorbraak te voorspellen.
- Een speciale groep vormen schaalmodellen. Hierbij wordt meestal gebruikgemaakt van schaalwetten. De werkelijkheid wordt verkleind (of vergroot) voorgesteld, waarbij belangrijke verhoudingen tussen eigenschappen behouden blijven.
- Een toepassing is productontwikkeling. Door modelvorming en analyse ontstaat inzicht in de werking van het product en wordt het mogelijk vooraf eigenschappen en gedrag te voorspellen. Fysische modelvorming kan afhankelijk van het probleem variëren van het uitrekenen van enige sommen tot het opstellen van een uitgebreid computersimulatie-model.